# 石材施工技能士
石材施工技能士（せきざいせこうぎのうし）とは、国家資格である技能検定制度の一種で、都道府県知事（問題作成等は中央職業能力開発協会、試験の実施等は都道府県職業能力開発協会）が実施する、石材施工に関する学科及び実技試験に合格した者をいう。
なお職業能力開発促進法により、石材施工技能士資格を持っていないものが石材施工技能士と称することは禁じられている。

## 区分
石材施工の中で石材加工作業、石張り作業、石積み作業に分かれる。

## 級別
1級、2級共に石材加工作業、石張り作業、石積み作業がある。

## 実技作業試験内容

### 石材施工（石材加工作業）

#### 1級
中硬石又は硬石を使用して、浮彫り紋様のある石製品を製作する。ただし、みがき加工は行わない。
- 試験時間
  - 中硬石：4時間
  - 硬石：6時間30分

#### 2級
中硬石又は硬石を使用して、沈み彫り紋様のある石製品を製作する。ただし、みがき加工は行わない。
- 試験時間
  - 中硬石：3時間
  - 硬石：4時間40分

### 石材施工（石張り作業）

#### 1級
下地にみかげ石の幅木、柱板、幕板及び上裏板を張る作業を行う。
- 試験時間：4時間

#### 2級
下地にみかげ石の幅木及び柱板を張る作業を行う。
- 試験時間：4時間

### 石材施工（石積み作業）

#### 1級
雑割間知石を使用して、矢羽積みを空積みにより施工する。
- 試験時間
  - 準硬石：2時間35分
  - 硬石：3時間45分

#### 2級
雑割間知石を使用して、布積みを空積みにより施工する。
- 試験時間
  - 準硬石：2時間35分
  - 硬石：3時間45分

## 他資格等との関係
- 石工事業主任技術者選任資格（2級石材施工技能士試験合格者については合格後3年以上の実務経験を有する者に限る）
- 石工事業監理技術者選任資格（主任技術者選任資格を有し、かつ2年以上の一定の要件を満たす指導監督的な実務経験を有する者に限る）
- 職業訓練指導員（石材科）実技試験免除資格

## 技能五輪全国大会
技能五輪全国大会に「石工」の部がある